# Боргоново (графство)
Графство Боргоново или Боргонуово (итал. Contea di Borgonovo o Borgonuovo) — небольшое феодальное владение, которым управляла ветвь Сфорца, происходящая от Франческо I и Джованны ди Аквапенденте. Ранее принадлежавшая семье графов Арчелли, территория позже стала частью Миланского герцогства, управляемого семьей Висконти; позже территорей стали управлять Якопо Даль Верме, Филиппо Арчелли, семьи Пиччинино и снова Даль Верме. В 1451 году герцог Миланский подарил его в качестве приданого своему сыну Сфорца Секондо Сфорца, который женился на Антонии Даль Верме, дочери графа Луиджи Даль Верме, уже владевшего значительной частью феодального владения. Вотчина была возведена в ранг графства семнадцать лет спустя. Ей управляли наследники Сфорца Секондо до 1679 года.

## География
Столица графства Боргоново располагалась в долине По недалеко от устья долины Тидоне, на левом берегу ручья Тидоне, примерно в 22 км от Пьяченцы. Помимо столицы, в графство первоначально входили следующие населенные пункты: Агаццино, Арчелло, Биленьо, Брено, Кастельново, Кастильоне-Вальтидоне, Корано, Фаббиано, Гругнитори и Гуарданаки, Мирабелло, Монтебользоне с Ривассо, Сартурано и Тавернаго, Моттациана, Павано, Сан Николо с Кастеллаццо и Чентора, Зиано к которым также добавятся Пьоццано с Видиано Сопрано, Помаро, Сан-Габриэле, Босонаско, Монтебелло и Гроппо Арчелли.

## История
После смерти Ладзаро Арчелли герцог Миланский Франческо I Сфорца, проигнорировав последнее завещательное желание Ладзаро, передал территорию Боргоново одному из своих 35 детей, Сфорца Секондо, который был назначен графом прокламацией от 2 июня 1468 г., после отречения его сводного брата Сфорца Марии.
Сфорца Секондо немедленно поселился в замке Боргоново в сопровождении своей жены Антонии Даль Верме, которая родила ему только одну наследницу, Джованну. Из-за постоянных отлучек графа викарием был назначен врач из Пьяченцы Джованни Агаццани. Граф связал с правительством своего естественного и законного сына Франческо, который позже умер раньше него, и установил в своем завещании возможную преемственность потомков своего брата Джакометто, примечание, которое в будущем, однако, не будет соблюдаться. Граф также устроил Соборную церковь Боргоново в качестве места захоронения: в ней должны были быть похоронены вместе со Сфорца Секондо, его женой, сыном, а также его потомками.
После исчезновения Сфорца Секондо правителем стал его племянник Алессандро, правивший сбалансированно, за исключением короткого периода между 1506 и 1510 годами, когда власть находилась в руках епископа Асти. С учреждением герцогства Пармы и Пьяченцы в 1545 году Алессандро отправился в Парму, чтобы стать вассалом герцога Пармы и Пьяченцы Пьера Луиджи Фарнезе, сына Папы Павла III.
У наследников Алессандро, Франческо II и Асканио I, были внутренние проблемы, касающиеся наследования графства; они завершились конвенциями Торрекьяра, в которых осуществлялись обмены и передачи недвижимого имущества.
Сменявшие друг друга правления Максимилиана I, Алессандро II и Асканио II характеризовались участием в военных экспедициях во Фландрию вслед за герцогом Пармы и Пьяченцы Алессандро Фарнезе, а также особым вниманием к социально-экономическим вопросам графства. Графы заботились о благополучии своих подданных и поощряли развитие земледелия и скотоводства. В деревне были построены новые религиозные и гражданские здания, а замок превратился в элегантный величественный дом, оборудованный очень богатой художественной галереей, в которой были работы таких художников, как Корреджо, Андреа дель Сарто, Гверчино, Гвидо Рени. Семья Сфорца организовала небольшой, но престижный двор, в который стремились попасть художники и аристократы.
Алессандро III, старший сын Асканио II, унаследовал от отца управление графством, а также владение богатым движимым и недвижимым имуществом. Во время его правления возникло несколько споров с потомками Джакометто Сфорца, а также с его братом Франческо. Алессандро также подвергся судебному преследованию за незаконный оборот огнестрельного оружия и нарушение юрисдикции претора Пьяченцы: в этом случае его защищали адвокаты Пьетро Бонаккорси и Джироламо Пагани, которые выступили против процедуры на том основании, что Сфорца имел право передвигаться с оружием по своей территории, имел право на личный эскорт и мог планировать собрания подданных.
Алессандро был последним графом Боргоново: после его смерти в декабре 1679 года графство было упразднено. Игнорируя права наследников Джакометто, герцог Пармы и Пьяченцы Рануччо II Фарнезе издал декрет о немедленном присоединении бывшего графства к герцогству Парма и Пьяченца.
Герб Сфорца ди Боргоново выглядел следующим образом:
«От синего к золотому льву, освещенному красным, держащему на ветвях айву со стебельного поля и покрытую зелеными листьями».